# Санжаровка
Санжа́ровка (рос. Санжаровка, башк. Санжаровка) — присілок у складі Чишминського району Башкортостану, Росія. Входить до складу Алкінської сільської ради.
Населення — 159 осіб (2010; 149 в 2002).
Національний склад:
- росіяни — 46 %
- українці — 42 %